# محمد غازي (لاعب كرة قدم إيراني)
محمد غازي (بالفارسية: محمد قاضی) هو لاعب كرة قدم إيراني، ولد في 30 ديسمبر 1984 في مدينة أصفهان في إيران. شارك مع منتخب إيران لكرة القدم. أما مع النوادي، فقد لعب مع نادي استقلال طهران ونادي برسبوليس ونادي ذوب آهن أصفهان ونادي صبا قم ونادي عقاب ونادي فولاد خوزستان.

## وصلات خارجية
- محمد غازي على موقع قاعدة بيانات كرة القدم.إي يو (الإنجليزية)
- محمد غازي على موقع ناشيونال فوتبول تيمز (الإنجليزية)
- محمد غازي على موقع Soccerway.com (الإنجليزية)
- محمد غازي على موقع عالم كرة القدم.نت (الإنجليزية)